# Mimechthistatus yamahoi
Mimechthistatus yamahoi là một loài bọ cánh cứng trong họ Cerambycidae.